# Нисорија
Нисорија (итал. Nissoria) је насеље у Италији у округу Ена, региону Сицилија.
Према процени из 2011. у насељу је живело 2382 становника. Насеље се налази на надморској висини од 678 м.

## Становништво
Према резултатима пописа становништва 2011. у општини је живело 2.969 становника.
| 1931. | 1936. | 1951. | 1961. | 1971. | 1981. | 1991. | 2001. | 2011. |
| ----- | ----- | ----- | ----- | ----- | ----- | ----- | ----- | ----- |
| 3.121 | 2.776 | 3.438 | 3.115 | 3.032 | 3.296 | 3.152 | 3.014 | 2.969 |